# Société suisse des pharmaciens

Logo de la SSPh

En Suisse, la Société suisse des pharmaciens (SSPh) ou PharmaSuisse, appelée en allemand Schweizerischer Apothekerverband, est un organisme professionnel, administratif et juridictionnel de défense et de régulation de la profession de pharmacien, situé à Berne.

## Présentation
La Société suisse des pharmaciens (SSPh) représente des pharmaciens suisses auprès des responsables politiques, du grand public et des médias. Elle « défend un système de santé soucieux des coûts qu'il engendre et cherche de nouvelles solutions pour l’approvisionnement futur de la population en médicaments. La SSPh regroupe les pharmaciens d’officine, d’industrie, de l’administration et des hôpitaux ».
La SSPh représente la profession et ses membres au niveau national, fixe les principes de base de la politique professionnelle et se charge de réaliser et de développer ses prestations auprès des pharmaciens et de la population. En tant que partenaire du système de santé publique, la SSPh participe activement à la politique suisse de la santé. 
Plus de 90 % de tous les pharmaciens qui travaillent en Suisse, soit 5 463 membres au 1er août 2005, sont affiliés à la SSPh, ainsi que près 80 % des pharmacies d'officine du pays, soit 1 353 sur 1 700, à l'exception des grandes chaînes de pharmacies discounters .